# The Hype (Nederlandse band)
The Hype was een Nederlandse band uit Haarlem opgericht in 2004. De band was actief tot 2013. De muziek, vaak omschreven als melodieuze Beatlesque pop, is geïnspireerd op muziek uit de jaren 60.

## Biografie
The Hype was in 2007 de meest geboekte band van de Popronde en won in datzelfde jaar de Rob Acda Award nadat zij via een wildcard in de finale waren gekomen. In 2008 won de band de InHolland Popprijs. Nadat zij door de radiozender 3FM in oktober 2010 werden gebombardeerd tot Serious Talent stond de band al snel in de top 5 van de Serious Talent Chart.
In januari 2011 speelde de band in het VARA-programma De Wereld Draait Door, waar presentator Matthijs van Nieuwkerk The Hype een van de ontdekkingen van het seizoen noemde. Met Serious Talent on Tour toerden ze in het voorjaar van 2011 samen met Handsome Poets en Chef'Special langs verschillende poppodia in Nederland. Eind 2010 mochten ze de tv-show van de Gouden Loekie Awards openen. Op 22 september 2011 ontvingen zij in het Haarlemse Patronaat uit handen van Giel Beelen het debuutalbum Have You Heard The Hype?.
Begin 2013 maakte de band het nieuws wereldkundig uit elkaar te gaan na een afscheidsconcert in het Haarlemse Patronaat op 9 maart 2013. Op zaterdag 13 april 2013 trad frontman Yorick van Norden solo op in het tv-programma Toppop3. Tijdens deze uitzending maakte hij bekend in de zomer de studio in te duiken met de Excelsior Recordings producer Frans Hagenaars voor de opnames van zijn debuut-soloalbum.

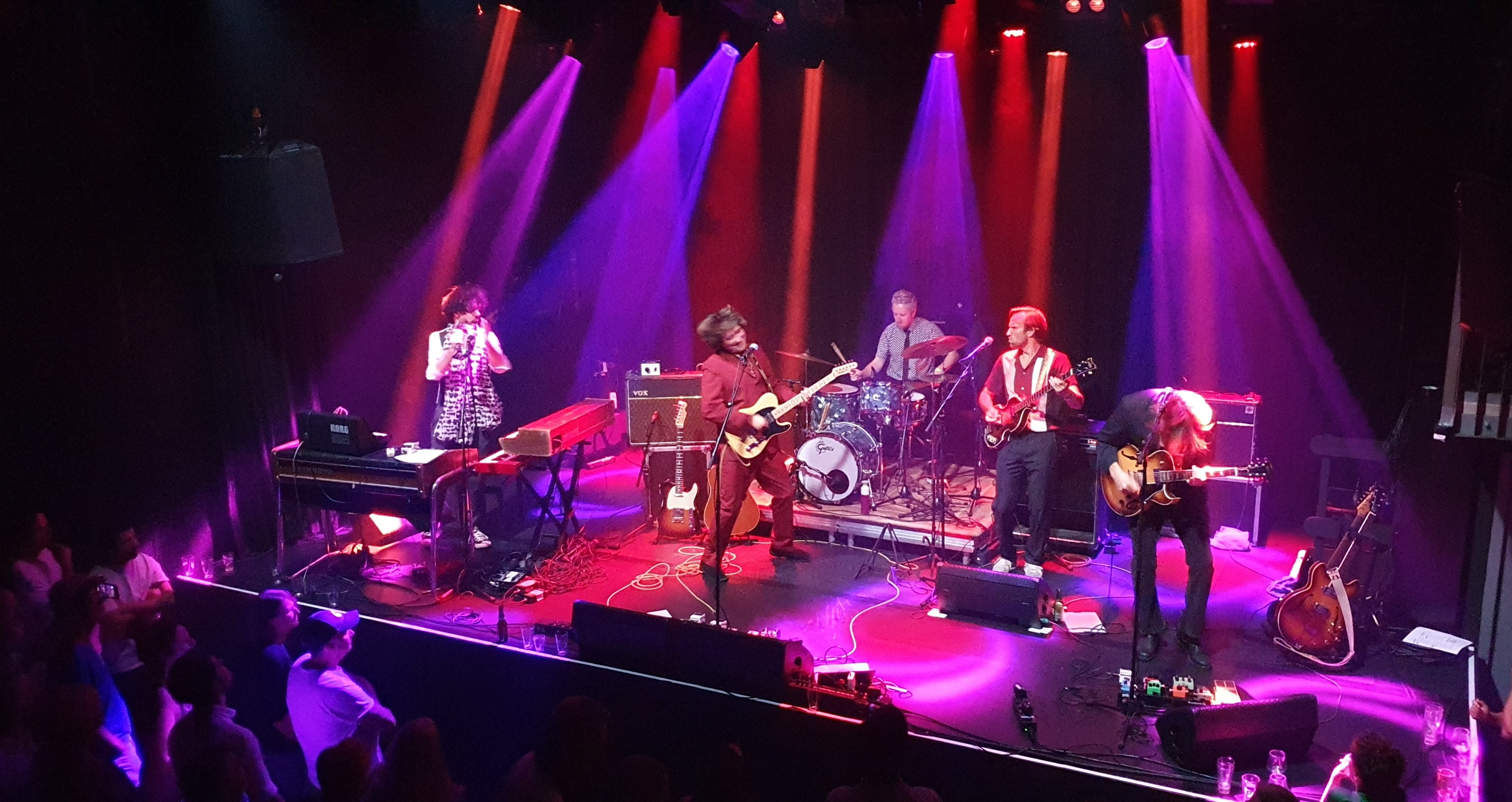
The Hype op 8 september 2023 in Patronaat, Haarlem

In een interview in de radioshow van Barend (van Deelen) & (Nellie) Benner op NPO 3FM maakte Yorick op 23 februari 2023 bekend dat The Hype op 8 september 2023 een eenmalig reünieoptreden zou geven in Patronaat Haarlem, ruim tien jaar na het afscheidsconcert daar op 9 maart 2013. Op deze avond was tevens een docufilm te zien over de groep, die naadloos overging in het liveoptreden. In het voorprogramma stond Hans Frans.  https://youtu.be/Co9qJlT2uQo?si=u0TKH0GyK1kNImpA.
Op 29 juni 2024 speelt de band vervolgens voor het eerst sinds 2012 op een festival: Geinbeat in Nieuwegein.

## Discografie

### Albums
| Album met eventuele hitnotering(en) in de Nederlandse Album Top 100 | Datum van verschijnen | Datum van binnenkomst | Hoogste positie | Aantal weken | Opmerkingen |
| ------------------------------------------------------------------- | --------------------- | --------------------- | --------------- | ------------ | ----------- |
| The Hype under construction                                         | 2006                  | -                     |                 |              | ep          |
| Have you heard The Hype?                                            | 23-09-2011            | 01-10-2011            | 53              | 2            |             |

### Singles
| Single met eventuele hitnotering(en) in de Nederlandse Top 40 | Datum van verschijnen | Datum van binnenkomst | Hoogste positie | Aantal weken | Opmerkingen               |
| ------------------------------------------------------------- | --------------------- | --------------------- | --------------- | ------------ | ------------------------- |
| Do You Know?                                                  | 19-11-2010            | -                     |                 |              | nr. 40 in de Mega Top 50  |
| What Do You Say?                                              | 16-03-2011            | -                     |                 |              |                           |
| Don't Give Up On Me                                           | 02-08-2011            | -                     |                 |              | iTunes single van de week |
| Follow The Sun                                                | 06-01-2012            | -                     |                 |              |                           |